# Баш-Ампурда
Баш-Ампурда́ — район (кумарка) Каталонії (кат. Baix Empordà). Столиця району — м. Ла-Бісбал-д'Ампурда (кат. La Bisbal d'Empordà).

## Фото

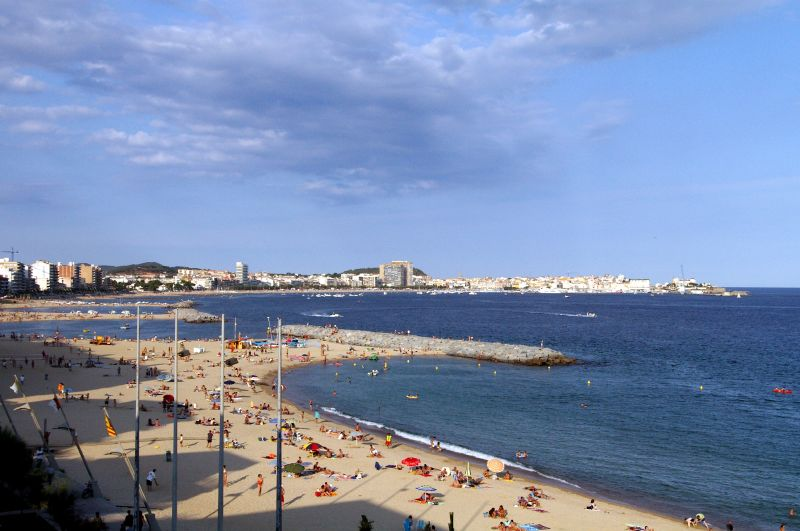
Муніципалітет Калонжа, квартал Сант-Антоні-да-Калонжа
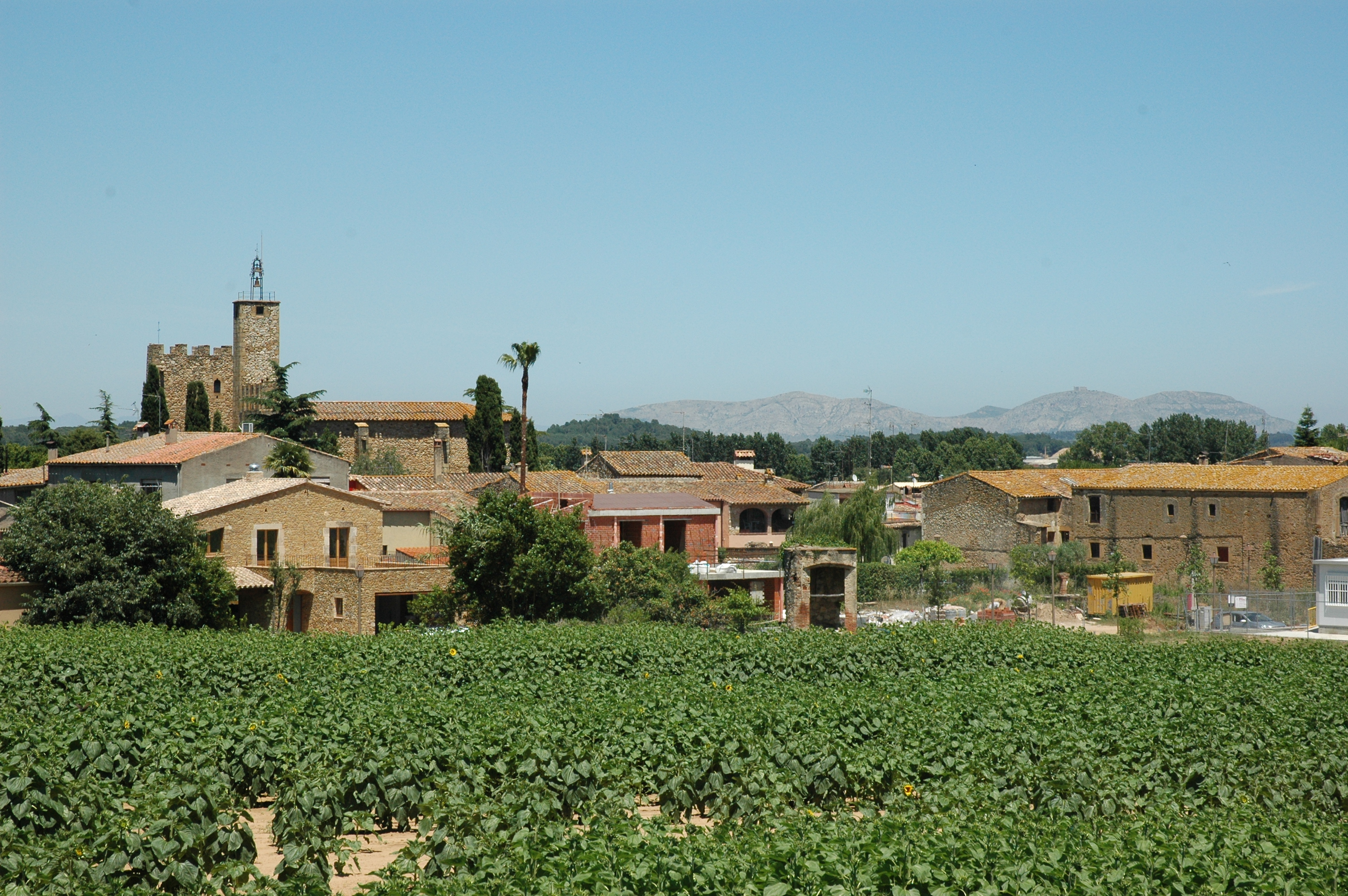
Квартал Булпаляк у муніципалітеті Фураляк та гірський масив Монґрі

## Муніципалітети
- Албонс (кат. Albons) — населення 625 осіб;
- Багу (кат. Begur) — населення 4.086 осіб;
- Баль-любрега (кат. Vall-llobrega) — населення 778 осіб;
- Белькайра-д'Ампурда (кат. Bellcaire d'Empordà) — населення 651 особа;
- Бержас (кат. Verges) — населення 1.175 осіб;
- Білупріу (кат. Vilopriu) — населення 187 осіб;
- Ґарріголас (кат. Garrigoles) — населення 166 осіб;
- Ґуалта (кат. Gualta) — населення 349 осіб;
- Жафра (кат. Jafre) — населення 403 особи;
- Калонжа (кат. Calonge) — населення 10.009 осіб;
- Кастель-Платжа-д'Ару (кат. Castell-Platja d'Aro) — населення 9.766 осіб;
- Круїляс, Мунельш і Сан Садурні-да-л'Еура (кат. Cruïlles, Monells i Sant) — населення 1.291 особа;
- Кулумес (кат. Colomers) — населення 203 особи;
- Курса (кат. Corçà) — населення 1.255 осіб;
- Ла-Бісбал-д'Ампурда (кат. Bisbal d'Empordà, la) — населення 9.593 особи;
- Ла-Пера (кат. Pera, la) — населення 426 осіб;
- Мон-рас (кат. Mont-ras) — населення 1.859 осіб;
- Паламос (кат. Palamós) — населення 17.400 осіб;
- Палау-сато (кат. Palau-sator) — населення 289 осіб;
- Палафружель (кат. Palafrugell) — населення 21.412 осіб;
- Палс (кат. Pals) — населення 2.540 осіб;
- Парлаба (кат. Parlavà) — населення 380 осіб;
- Ражанкос (кат. Regencós) — населення 326 осіб;
- Рупіа (кат. Rupià) — населення 223 особи;
- Санта-Крістіна-д'Ару (кат. Santa Cristina d'Aro) — населення 4.547 осіб;
- Сан-Фаліу-да-Ґішулс (кат. Sant Feliu de Guíxols) — населення 21.155 осіб;
- Серра-да-Даро (кат. Serra de Daró) — населення 190 осіб;
- Таляза-д'Ампурда (кат. Tallada d'Empordà) — населення 395 осіб;
- Туррен (кат. Torrent) — населення 191 особа;
- Турруеля-да-Монґрі (кат. Torroella de Montgrí) — населення 10.924 особи;
- Ултрамор (кат. Ultramort) — населення 196 осіб;
- Уля (кат. Ullà) — населення 1.019 осіб;
- Улястрет (кат. Ullastret) — населення 218 осіб;
- Фунтаніляс (кат. Fontanilles) — населення 163 особи;
- Фураляк (кат. Forallac) — населення 1.736 осіб;
- Фушя (кат. Foixà) — населення 324 особи.